# Abandono do Pleno Emprego
Abandono do Pleno Emprego: Areias Movediças e Fracassos da Política Pública (Full Employed Abandon - Shifting Sands and Policity Fails) é um livro sobre questões macroeconômicas, escrito pelos economistas William Mitchell e Joan Muysken, publicado pela primeira vez em 2008.

## Autores
William “Bill” Mitchell é australiano, adepto da Teoria Monetária Moderna e atualmente é professor de economia na Charles Darwin University, na Austrália. Joan Muysken é holandês e professor titular do Departamento de Economia da Faculdade de Economia e Administração da Universidade de Maastricht, na Holanda, onde leciona macroeconomia e economia do trabalho. Ambos são economistas pós-keynesianos.

## Índice
Parte I - Pleno Emprego. Mudanças de Perspectiva e Políticas Públicas:
1. O Arcabouço Teórico do Pleno Emprego e seu Desaparecimento
2. Perspectivas Iniciais sobre o Desemprego e a Curva de Phillips
3. A Curva de Phillips e a Mudanças de Perspectiva sobre o Desemprego
4. A Problemática NAIRU: A Farsa que Prejudicou o Pleno Emprego
Parte II - Pleno Emprego Abandonado. Areias Movediças e Fracassos da Política Pública:
5. A Mudança para a Plena Empregabilidade
6. Inflação Primeiro: O Novo Mantra da Macroeconomia
7. O Papel Ignorado da Demanda Agregada
Parte III A Urgência do Pleno Emprego. Fundamentos para uma Política Pública Ativa
8. Uma Abordagem Monetária para Política Fiscal Ativista
9. Buffer Stocks e a Estabilidade de Preços
10. Conclusão: A Urgência do Pleno Emprego

## Publicação
O livro foi impresso pela primeira vez e distribuído em capa dura pela editora britânica Edward Elgar Publishing Inc. no ano de 2008. Não houve edição de brochura.

## Recepção
As resenhas sobre o livro foram, em geral, positivas. O economista e gestor de investimentos Warren Mosler, ao revisar O Abandono do Pleno Emprego no site da Amazon, destacou que “aqueles não interessados nos detalhes sobre desemprego em si devem ir direto para a Parte III, que descreve os imperativos da moeda não conversível”
Philip Arestis, professor de economia na Universidade de Cambridge, no Reino Unido, afirmou que a obra apresenta argumentos convincentes de que a política macroeconômica tem sido excessivamente restritiva, resultando em níveis substanciais de desemprego, tanto aberto quanto oculto.
L. Randall Wray, professor de economia na Universidade de Missouri–Kansas City e economista pós-keynesiano como Mosler, Arestis e os autores do livro, também analisou a obra. Ele observou que, enquanto “a ortodoxia apela apenas por maior flexibilidade do mercado de trabalho, menor intervenção governamental, mais responsabilidade individual e, talvez, um pequeno papel para ações positivas voltadas à educação, formação e inovação, este livro demonstra que nem sempre foi assim”. Wray argumenta que a introdução das expectativas racionais por Milton Friedman desestabilizou o keynesianismo tradicional dos manuais econômicos, retornando a macroeconomia às suas raízes neoclássicas anteriores à Crise de 1929. Segundo ele, Friedman inverteu habilmente a lógica causal keynesiana: enquanto Keynes defendia que o excesso de demanda impulsionava a inflação, Friedman popularizou a visão predominante de que a inflação reduz a atividade econômica agregada abaixo do equilíbrio. Wray conclui que O Abandono do Pleno Emprego demonstra que nem os dados empíricos, nem as teorias econômicas sustentam o consenso quase teológico sobre os supostos benefícios da baixa inflação e a eficácia da política monetária para alcançá-la.